# Custodia legal
En derecho de familia, dependiendo de cada país, se utilizan términos como custodia legal, guarda y custodia, cuidado personal, guardia,  tenencia o tuición, para referirse a uno de los componentes principales de los regímenes de patria potestad o responsabilidad parental, de los padres respecto de sus hijos, aunque la institución se extiende también a la relación con personas incapaces. Las expresiones mencionadas no siempre son sinónimas, variando según los países, pero en todos los casos están referidas al reconocimiento de la autoridad de los padres sobre los hijos y al derecho-deber de convivencia con los mismos. El jurista argentino Eduardo Zannoni sostiene que la guarda es uno de los tres grandes grupos de derechos-deberes personales que integran la patria potestad, siendo los otros dos la asistencia y la educación. En inglés las expresiones más generalizadas son "child custody" y "legal guardianship", aunque luego de la sanción de la Convención sobre los Derechos del Niño en 1989, comenzaron a utilizarse también para referirse a dichas realidades las expresiones "residence" y "contact" o "visitation".
Debido a que la custodia legal depende directamente de la convivencia de los progenitores y sus hijos menores de edad, los problemas jurídicos referidos a la custodia legal de los niños y niñas, son diferentes según los progenitores convivan o no convivan el uno con el otro. Cuando los progenitores conviven, el sistema de derechos y deberes de los padres con respecto a los hijos conforma una unidad homogénea, y las cuestiones legales se limitan prácticamente a establecer los grados de responsabilidad del padre y la madre (desde la exclusividad paterna hasta la corresponsabilidad igualitaria), así como el grado de autonomía decisoria que se reconoce a las personas menores de edad.
Pero cuando los progenitores no conviven (sea por divorcio o cualquier otra causa), también se ve afectada la convivencia de los mismos con sus hijos, debido a lo cual se precisan reglas legales especiales para resolver los problemas que generan las diferentes formas de convivencia y contacto entre padres, madres e hijos. Estas reglas varían considerablemente de país a país, aunque existe una tendencia más o menos general a igualar la situación legal del padre y la madre, así como a reconocerle mayor importancia a la opinión o decisión del niño. En estos casos, algunas legislaciones han establecido una diferenciación entre "tenencia" y "visita", con el fin de atribuirle la tenencia a uno de los progenitores, y al otro un sistema más o menos amplio que permita la "relación personal" y el "contacto directo" con sus hijos, exigencias estas últimas de la Convención sobre los Derechos del Niño (art. 10). Una solución diferente son las denominadas custodia o tenencia compartida o custodia alterna, en la que los progenitores, aún viviendo separados, coordinan y articulan sus conductas para ejercer ambos la custodia sobre sus hijos.
Las cuestiones de custodia legal de los niños, suelen desencadenar disputas judiciales respecto de su titularidad, generalmente en casos de separación o divorcio entre los progenitores, pero también en caso de fallecimiento o incapacidad de uno de ellos, o incumplimiento de sus deberes con respecto a sus hijos. Más recientemente las leyes han reconocido el derecho de los niños y niñas a cuestionar judicialmente la custodia legal bajo la que se encuentra.

## Contenido de la custodia o guarda
Zannoni define a la guarda como un derecho-deber, compuesto por dos grandes campos: a) la autoridad; b) la convivencia.
- Poder de corrección

La guarda o custodia supone el poder de corrección sobre los hijos, relacionado con los deberes de educación y vigilancia. Las características de este poder han ido evolucionando para suprimir el maltrato y el abuso por parte de los padres, hasta prohibir en la Convención sobre los derechos del Niño, los castigos, sean estos físicos o psicológicos.
- Obligación de convivencia

Entre las reglas que supone la custodia, se encuentra la obligación de los niños de vivir en la misma casa de la persona o personas que tienen la custodia o guarda legal, obligación que también alcanza al titular o titulares de la misma. Por esa razón, los padres que tienen la custodia legal de sus hijos pueden exigir el reintegro de su hijos al hogar, en caso de fuga. Cárdenas Camacho por su parte señala que la custodia o guarda legal, supone también la custodia o guardia material (llamada "tenencia" en el Derecho mexicano), concepto estrechamente ligado a la convivencia.
- Domicilio legal

De la obligación de convivencia se desprende la regla que establece que el domicilio legal de la persona menor de edad es el del progenitor o progenitores que tienen su guarda o custodia legal.
- Vigilancia

El titular o los titulares de la guarda o custodia legal tienen el derecho-deber de vigilar al niño o persona bajo la misma. Si del incumplimiento del deber de vigilancia, el niño o un tercero sufriere un daño, la persona a cargo de la custodia resulta responsable, según el criterio denominado culpa in vigilando (culpa por no vigilar).
- Prestación de servicios

La guarda o custodia incluye la facultad de los titulares de exigir a los menores de edad la realización de ciertos servicios, proporcionales a su edad y capacidad, relacionados con el mantenimiento del hogar y la convivencia.

## Custodia o guarda por terceros
La custodia o guarda legal del niño, no significa que los niños no puedan estar también bajo custodia o guarda de un tercero, como sucede por ejemplo en el sistema escolar (guarda administrativa), o un familiar (guarda de hecho). En estos casos, muchas de las responsabilidades, derechos y deberes inherentes a la guarda o custodia se trasladan al tercero, materialmente a cargo de la misma. Los titulares de la guarda o custodia legal, sin embargo, mantienen su deber de supervisión de los terceros a cargo de la guarda material.

## Situación en cada país

### Ecuador
En Ecuador, se le denomina legalmente "tenencia", según el artículo 118 del código orgánico de la niñez y adolescencia cuando el juez estime más conveniente para el desarrollo integral del hijo o hija de familia, confiar su cuidado y crianza a uno de los progenitores, sin alterar el ejercicio conjunto de la patria potestad, encargara su tenencia siguiendo las reglas que se estipulan en el artículo 106 del mismo cuerpo legal.
También podrá confiar la tenencia con atribución de uno o más de los derechos y obligaciones comprendidos en la patria potestad.

### Argentina
En Argentina, desde 2015, la institución se denomina legalmente "cuidado personal" (art 648 CCyC). Antes se utilizaban las expresiones "guarda", "tenencia" y "visitas", aún utilizadas en la doctrina y la jurisprudencia. El cuidado personal es uno de los principales derechos-deberes del régimen de "responsabilidad parental", que reemplazó en 2015 al viejo sistema de patria potestad, y se encuentra regulada en Código Civil y Comercial, Libro Segundo (Relaciones de familia), Título VII (Responsabilidad parental, arts. 638-704). 
Cuando los titulares de la responsabilidad parental no conviven, el cuidado personal es compartido, pudiendo realizarse de manera alternada o indistinta (art. 650). En la modalidad de cuidado compartido indistinto, el hijo reside de manera principal en el domicilio de uno de los progenitores, pero ambos comparten las decisiones" y se distribuyen las tareas; en la modalidad de cuidado compartido alternado "el hijo pasa períodos de tiempo con cada uno de los progenitores" (art. 650). La ley establece que cuando los responsables paternales no se ponen de acuerdo sobre el sistema de cuidado personal a aplicar, el juez debe establecer preferentemente un régimen de cuidado compartido indistinto (art. 651).